# Denise Milani
Denise Milani (ur. 24 kwietnia 1976 we Frydku-Mistku) – czeska modelka.
Uchodzi za jedną z czołowych modelek występujących w kostiumach kąpielowych.

## Życiorys
Popularność zyskała w 2007 roku, gdy utworzyła swój własny profil w serwisie społecznościowym Myspace i na skutek tego została jedną z najczęściej oglądanych modelek internetowych w Stanach Zjednoczonych Ameryki. W świecie magazynów z rozkładówkami znana jest z rozmiaru DDD. Po emigracji z Czech do USA zamieszkała w Los Angeles, gdzie obok występów w sesjach zdjęciowych pracuje jako fizjoterapeuta.